# Циклін-залежна кіназа 4
CDK4 (англ. Cyclin dependent kinase 4) – білок, який кодується однойменним геном, розташованим у людей на короткому плечі 12-ї хромосоми. Довжина поліпептидного ланцюга білка становить 303 амінокислот, а молекулярна маса — 33 730.
| 10         |  | 20         |  | 30         |  | 40         |  | 50         |
| ---------- |  | ---------- |  | ---------- |  | ---------- |  | ---------- |
| MATSRYEPVA |  | EIGVGAYGTV |  | YKARDPHSGH |  | FVALKSVRVP |  | NGGGGGGGLP |
| ISTVREVALL |  | RRLEAFEHPN |  | VVRLMDVCAT |  | SRTDREIKVT |  | LVFEHVDQDL |
| RTYLDKAPPP |  | GLPAETIKDL |  | MRQFLRGLDF |  | LHANCIVHRD |  | LKPENILVTS |
| GGTVKLADFG |  | LARIYSYQMA |  | LTPVVVTLWY |  | RAPEVLLQST |  | YATPVDMWSV |
| GCIFAEMFRR |  | KPLFCGNSEA |  | DQLGKIFDLI |  | GLPPEDDWPR |  | DVSLPRGAFP |
| PRGPRPVQSV |  | VPEMEESGAQ |  | LLLEMLTFNP |  | HKRISAFRAL |  | QHSYLHKDEG |
| NPE        |  |            |  |            |  |            |  |            |

A: Аланін

C: Цистеїн

D: Аспарагінова кислота

E: Глутамінова кислота

F: Фенілаланін

G: Гліцин

H: Гістидин

I: Ізолейцин

K: Лізин

L: Лейцин

M: Метіонін

N: Аспарагін

P: Пролін

Q: Глутамін

R: Аргінін

S: Серин

T: Треонін

V: Валін

W: Триптофан

Кодований геном білок за функціями належить до трансфераз, кіназ, серин/треонінових протеїнкіназ, фосфопротеїнів. 
Задіяний у таких біологічних процесах, як клітинний цикл, поділ клітини, ацетилювання, альтернативний сплайсинг. 
Білок має сайт для зв'язування з АТФ, нуклеотидами. 
Локалізований у цитоплазмі, ядрі, мембрані.